# دوامة كمومية

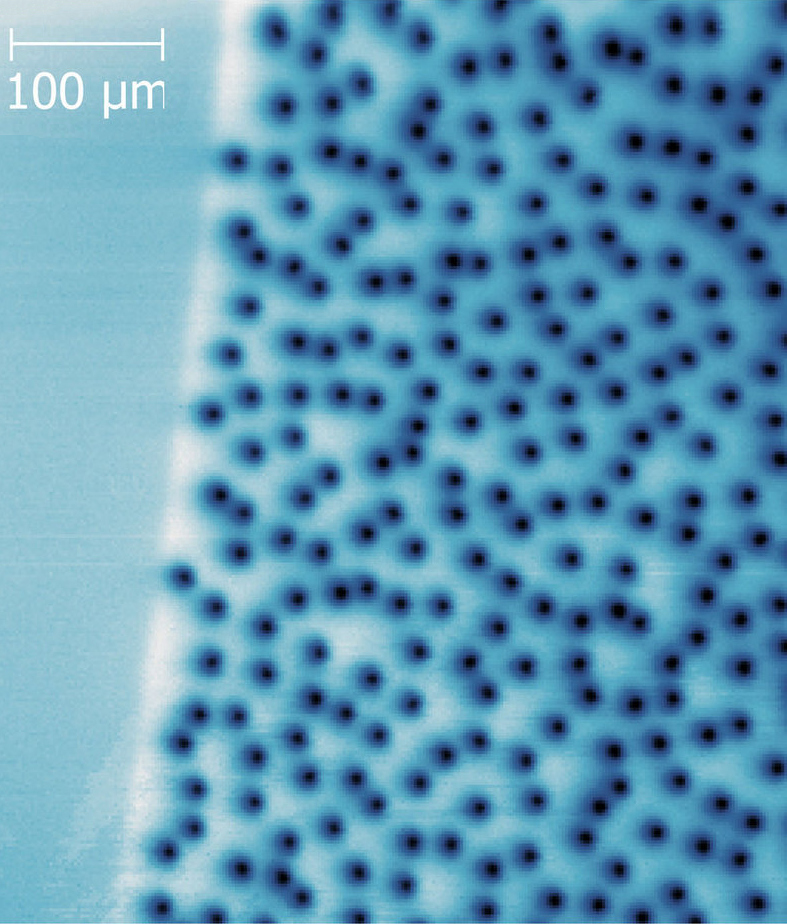
دوامة كمومية في رقاقة من أكسيد النحاس والباريوم والإتريوم (YBCO) سماكتها 200 نانومتر لقطت بواسطة مجهرية SQUID الماسحة.

الدوامة الكمومية هي دوران تدفق مُكَمًّى تظهر في معظم الحالات على هيئة نوع من العيوب الطوبولوجية في الموائع والموصلات الفائقة.
كان لارس أونساغر أول من توقع وجود هذه الظاهرة أثناء أبحاثه على موائع الهيليوم الفائقة؛ ثم تمكن ريتشارد فاينمان من توسيع وتطوير الأفكار عن سبب نشوء هذه الدوامات في سنة 1955؛ وفي سنة 1957 اُسْتُخْدِمَت تلك المبادئ من أليكسيي أليكسييفتش أبريكوسوف من أجل توصيف سلوك الموصلات الفائقة من النوع الثاني.